# Stadtdekanat Salzburg
Das Stadtdekanat Salzburg ist ein Dekanat der römisch-katholischen Erzdiözese Salzburg.
Es umfasst 24 Pfarren im Bereich der Stadt Salzburg.

## Geschichte

### Metropolitankonsistorium Salzburg
Ursprünglich, zur Zeit des auch weltlichen Fürsterzbistums (Erzstifts) Salzburg gehörten zum unmittelbaren Metropolitankonsistorium Salzburg im Besonderen das Domkapitel mit dem Erzabtei Stift St. Peter, die Pfarre Mülln (Mühlen, den Benediktinern zu Michaelbeuern unterstellt), und die Kuratien Gnigl und Nonntal mitsamt dem ganzen Säkular- und Regularklerus der Stadt und etlichen weiteren Institutionen, sowie die Pfarre Bergheim mit dem – wirtschaftspolitisch bedeutenden – Wallfahrtsort Maria Plain und dem Vikariat Anthering. Metropolitankonsistorium zusammen mit den – im heutigen Erzbistum (also Land Salzburg und östliches Nordtirol), Osttirol, und angrenzendem Bayern – umliegenden Dekanaten bildeten das Generalvikariat Salzburg, die Besitzungen der Fürsterzbischöfe in Kärnten, der Steiermark und andernorts bildeten jeweils eigene Verwaltungssprengel.

### Historisches Stadtdekanat Salzburg
Nach der Aufhebung des Fürsterzbistums – dieses hatte sich 1803 in den Napoleonischen Kriegen freiwillig dem Kaisertum Österreich unterstellt – und der Angliederung des Salzburgkreises an Österreich ob der Enns nach 1816 wurde ein Dekanat für die Stadt errichtet. Dieses umfasste (1854) Dompfarre zu den heil. Rupert und Virgil, Festungskaplanei zum heil. Georg (Franziskaner), St. Andrä-Stadtpfarre, Bürgerspital-Pfarre zum heil. Blasius (mit dem Benefizium zum heil. Markus in der Ursulinerkirche), die Pfarre U. L. Frau zu Mülln, die Kuratie Mühlegg, im St. Johannes-Kranken-Spitale und die Pfarren Nonnthal, zum heil. Erhard und Morzg, zum heil. Vitus.
Die Kuratie, später Pfarre Gnigl mit der Kuratie Aigen gehörte zum Dekanat Bergheim, Liefering als Filiale zu Siezenheim, Hellbrunn zu Anif (unterstand St. Peter), Söllheim zum Vikariat Hallwang von Bergheim, alle im selben Dekanat, der Rest des heutigen Stadtgebiets verteilte sich auf die Zuständigkeiten der Stadtpfarren, hauptsächlich Mülln für den Nordwesten, und Nonntal für den Süden, Aigen und Gnigl unterstanden aber dem Dom.
Im Laufe des Wachstums der Stadt (1780 hatte das Stadtgericht etwa 16.000, um 1850 die Stadt etwa 25.000, 1951 100.000 Einwohner) wuchs auch die Anzahl der Pfarren dieses Stadtdekanats, und letztendlich wurden Februar 1953 die vier Pfarren Aigen, Liefering, Leopoldskron und Morzg aus dem Bergheimer Dekanat (letztere beide zwischenzeitlich dorthin gekommen) angegliedert. Zu dieser Zeit hatte das Salzburger Stadtdekanat 14 Pfarreien.

### Die vier Dekanate der Stadt 1979–2011
1979 wurde das Stadtgebiet in vier Dekanate gegliedert. Diese bildeten sich zuletzt aus 25 Pfarren:
- Dekanat Salzburg-Süd: mit Salzburg-Dompfarre, Salzburg-Gneis, Salzburg-Herrnau, Salzburg-Morzg, Salzburg-Nonntal, Salzburg-St. Blasius, Salzburg-Universitätspfarre (7 Pfarren)
- Dekanat Salzburg-Ost: mit Elsbethen, Salzburg-Aigen, Salzburg-Gnigl, Salzburg-Itzling, Salzburg-Parsch, Salzburg-St. Andrä, Salzburg-St. Elisabeth, Salzburg-St. Severin (8 Pfarren)
- Dekanat Salzburg-West: mit Salzburg-Leopoldskron-Moos, Salzburg-Maxglan, Salzburg-St. Paul, Salzburg-St. Vitalis, Salzburg-Taxham (5 Pfarren)
- Dekanat Salzburg-Nord: mit Salzburg-Lehen, Salzburg-Liefering, Salzburg-Mülln, Salzburg-St. Johannes am Landeskrankenhaus, Salzburg-St. Martin (5 Pfarren)

### Stadtdekanat Salzburg 2011
Anlässlich der diözesenweiten Einführung von Pfarrverbänden, auch für die Stadt, wurden mit Rechtswirksamkeit vom 14. April 2011 die vier Dekanate aufgehoben, und wieder ein Stadtdekanat Salzburg errichtet. Gleichzeitig wurden 6 Pfarrverbände eingerichtet.
Parallel wurde die Stadtpfarre Salzburg-St. Vitalis (Maxglan-West und Wals-Viehhausen) aus dem Verband der Stadt aus- und dem Dekanat Bergheim und Pfarrverband Großgmain–Wals–Walserfeld–Siezenheim angegliedert.

## Umfang und Organisation
Das Dekanat entspricht nicht dem Stadtgebiet, allerorten bestehen Abweichungen zur Bezirksgrenze zu Salzburg-Umgebung: Im Nord- und Südosten greift es weit darüber hinaus, insbesondere gehört noch die Gemeinde Elsbethen im Südosten und die halbe Gemeinde Koppl im Osten dazu. Im Westen erstreckt es sich seit der Ausgliederung von St. Vitals nicht ganz an die Stadtgrenze bei Wals (Gemeinde Wals-Siezenheim). Im Norden gehören Itzling Nord und Kasern zu Bergheim, Bergsam zu Hallwang. Im Süden gehört ganz Hellbrunn zu Anif und kleinere Gebiete zu Grödig.
Die Pfarren bilden 6 Pfarrverbände:
1. Salzburg-Dompfarre – Salzburg-St. Blasius (Altstadt)
2. Salzburg-Itzling – Salzburg-St. Andrä – Salzburg-St. Elisabeth – Salzburg-St. Severin (Nordosten der Stadt)
3. Elsbethen – Salzburg-Aigen – Salzburg-Gnigl – Salzburg-Parsch (Südosten der Stadt)
4. Salzburg-Gneis – Salzburg-Herrnau – Salzburg-Morzg – Salzburg-Nonntal (Süden der Stadt)
5. Salzburg-Leopoldskron-Moos – Salzburg-Maxglan – Salzburg-St. Paul – Salzburg-Taxham (Westen der Stadt)
6. Salzburg-Lehen – Salzburg-Liefering – Salzburg-Mülln – Salzburg-St. Martin (Nordwesten der Stadt)

Die Universitäts- und die Johannesspital-Pfarre gehören keinem Verband an. Integriert sind aber diverse andere Pfarren, etwa die Kroatische katholische Pfarrgemeinde (Personalpfarre für die ganze Diözese) beim Pfarrverband 2.
Dekan ist derzeit Balthasar Sieberer, Dompfarrer zu St. Rupert und Virgil.

## Nachbardekanate
| Teisendorf (EzBst. München u. Freising, KProv. Mün. u.Freis.) | Bergheim ∗                                  |         |
|                                                               | Kompassrose, die auf Nachbargemeinden zeigt | Thalgau |
| Bergheim ∗                                                    | Hallein                                     |         |

∗ Weil Liefering bis an die Saalachmündung zu Salzburg gehört, zerfällt das Dekanatsgebiet Bergheim in zwei Teile, Bergheim umfasst aber Salzburg im Süden bis Anif

## Liste der Pfarren mit Kirchen, Kapellen, Seelsorgestellen und Ordensniederlassungen
- Pf. … Pfarre, Org. … Sonstige Organisation
- Sitz … Stadtteil, Gemeinde
- Ust. … Unterstellung, Ink. … Inkorporation
- PV … Pfarrverband
- Seit: gen. … erstgenannt, err. … errichtet, gew. … eingeweiht
- K. … Katholiken (gerundet auf 50er)
- Patr. … Patrozinium; Kirchw. … Kirchweihtag
- Spalte Kirchen: Sortierbar nach Rang der Kirche
- Spalte Bild: Sortierbar nach heutigem Erscheinungsbild der Pfarrkirche

(Liste bezüglich der Kirchen und Kapellen lückenhaft)
| Pf./Org.                                               | Sitz                  | Ink./ Ust./ Betr.                                                          | PV | Seit                                                                | K.         | Patr.                                                            | Kirchen, Seelsorgestellen, Ordensniederlassungen | Bild |
| ------------------------------------------------------ | --------------------- | -------------------------------------------------------------------------- | -- | ------------------------------------------------------------------- | ---------- | ---------------------------------------------------------------- | --- | ---- |
| Pfarre Elsbethen                                       | Elsbethen             |                                                                            | 3  | 1953 (Ki gen. 1373)                                                 | 2100       | Hl. Elisabeth (v.Th.) (19. November)                             | Pfarrkirche zur Heiligen Elisabeth Kapellen: Erentrudisalm (Stift Nonnberg); Militärkirche zum Hl. Rupert in der Rainerkaserne; Schlosskapelle zum Hlst. Herzen Jesu in Goldenstein; Kapelle zur Hl. Elisabeth im Seniorenwohnheim Ordensniederlassung: Kloster Goldenstein d. Augustiner Chorfrauen OSA |      |
| Rektorat an der St.-Markuskirche                       | Altstadt              | Diözese (v.d. Ursulinen, 1999 d. Ukr. griech.-kath. Gemeinde z. Vfg. gst.) | –  | 1957 (Ki 1616–18, neu 1699–1705)                                    | (166 Fam.) | Hl. Markus (25. April)                                           | Markuskirche (ehem. Ursulinenkirche, heute Zentralkirche d. Ukr. griech.-kath. Seelsorgestelle Westösterreich) |      |
| Pfarre Salzburg-Aigen                                  | Aigen                 |                                                                            | 3  | 1852 (Ki. gen. 1411, 1699 mit Gnigl Kuratie)                        | 5800       | Hl. Johannes d.T. (24. Juni)                                     | Pfarrkirche Aigen Kirche: Fatimakirche Glasenbach; Klosterkirche der Ursulinen Kapelle: Hauskapelle im Priesterheim St. Rupertus; Hauskapelle im Kolleg St. Josef Ordensniederlassungen: Missionare vom Kostbaren Blut CPPS; Konvent der Ursulinen Salzburg OSU |      |
| Pfarre Salzburg-Dompfarre                              | Altstadt              |                                                                            | 1  | 1224 (1. Ki. gew. 774)                                              | 0900       | Hll. Rupert und Virgil (24. September, beide)                    | Kathedrale und Stadtpfarrkirche Dom zu Salzburg |      |
| Pfarre Salzburg-Gneis                                  | Gneis                 |                                                                            | 4  | 1967                                                                | 2800       | Hl. Johannes Capistranus (23. Oktober)                           | Pfarrkirche Gneis Messkapelle: Werktagskapelle |      |
| Pfarre Salzburg-Gnigl                                  | Gnigl                 |                                                                            | 3  | 1857 (1. Kap. gen. 1585, 1699 mit Aigen Kuratie)                    | 2350       | Mariä Himmelfahrt und Hl. Michael (15. August / 29. September)   | Pfarrkirche Gnigl Messkapellen: Luggaukapelle; Lanzingkapelle; Gswandtbauernkapelle; Hütteikapelle; Hl. Kreuz-Kapelle |      |
| Pfarre Salzburg-Herrnau                                | Salzburg-Süd, Herrnau |                                                                            | 4  | 1961                                                                | 4200       | Hl. Erentrudis (30. Juni)                                        | Gottessiedlung zur hl. Erentrudis mit Pfarrkirche hl. Erentrudis, Pfarrhof, Kindergarten und Kloster mit Klosterkapelle der Eucharistieschwestern Messkapelle: Kapelle im Studentenheim Internationales Kolleg |      |
| Pfarre Salzburg-Itzling                                | Itzling               |                                                                            | 2  | 1912 (Ki. err. 1901)                                                | 4050       | Hl. Antonius v.Pd. (13. Juni)                                    | Pfarrkirche Itzling |      |
| Pfarre Salzburg-Lehen                                  | Lehen                 | Pallottiner (im Johannes-Schlößl – SAC, betr.)                             | 6  | 1965 (Ki. gew. 1964, Notki. 1946)                                   | 3850       | Hl. Vinzenz Pallotti (22. Januar)                                | Pfarrkirche Lehen |      |
| Pfarre Salzburg-Leopoldskron-Moos                      | Leopoldskroner Moos   |                                                                            | 5  | 1857 (Ki. gew. 1858)                                                | 2350       | Maria Hilf (24. Mai)                                             | Pfarrkirche Leopoldskron-Moos |      |
| Pfarre Salzburg-Liefering                              | Liefering             |                                                                            | 6  | 1940 (alte Pfk. gen. 790)                                           | 3200       | Hll. Petrus und Paulus (29. Juni)                                | Alte Lieferinger Pfarrkirche |      |
| Pfarre Salzburg-Maxglan                                | Maxglan               | (1835–2008 Michaelbeuern OSB ust.)                                         | 5  | 1907 (Ki. gen. 1323)                                                | 5200       | Hl. Maximilian (12. Oktober)                                     | Pfarrkirche Maxglan Kirche: Klosterkirche Herz Jesu (Schlosskirche Schönleiten) Kapellen: Hauskapelle der Herz-Jesu Missionare, Schülerkapelle im Herz-Jesu Gymnasium |      |
| Pfarre Salzburg-Morzg                                  | Morzg                 |                                                                            | 4  | 1911 (Ki. gen. u. err. 1139)                                        | 1350       | Hl. Vitus (15. Juni)                                             | Pfarrkirche Morzg Kapelle: Hauskapelle Emsburg Ordensniederlassung: Mutterhaus u. Generalrat d. Halleiner Schwestern Franziskanerinnen HSF (Emsburg – bis 2012, dann →Oberalm) |      |
| Pfarre Salzburg-Mülln                                  | Mülln                 | Abtei Michaelbeuern (OSB, ink.)                                            | 6  | 1461 (1. Kap. gen. 1148, Pfk. erb. 1439)                            | 2650       | Mariä Himmelfahrt (15. August)                                   | Pfarrkirche U.L.F. Mariae Himmelfahrt (Augustinerkirche) Kirchen: Herz-Jesu-Asylkirche, Leprosenhauskirche Salzburg-Mülln, Mutterhauskirche. Kapellen: Johanniskapelle im Pallottinerschlössl, Kapelle am Mönchstein |      |
| Pfarre Salzburg-Nonntal                                | Nonntal               |                                                                            | 4  | 1853 (1. Pfk. gen. 1404, Stift gegr. 712)                           | 2800       | Hl. Erhard (8. Januar)                                           | Pfarrkirche Nonntal (Erhardkirche) Kirchen: Stiftskirche Nonnberg, Klosterkirche d. Guten Hirtinnen, Kirche im Altersheim Karl Höller Straße Kapellen, Messkapellen: Anna-Krankenkapelle (Hauskapelle) d. Guten Hirtinnen; Johanneskapelle im Frauenstift; Josefskapelle beim Kasererhof; Schlosskapelle Leopoldskron; Schlosskapelle Neudegg; Hauskapelle Schwestern vom Hl. Kreuz Ordensniederlassungen: Schwestern v. Guten Hirten im Kloster St. Josef RGS; Schwestern v. Heiligen Kreuz im Pfarrkindergarten St. Erhard; Niederlassung Stethaimerstraße d. Halleiner Schwestern HSF |      |
| Pfarre Salzburg-Parsch                                 | Parsch                | Kolleg St. Josef, Missionare v. Kostb. Blut (CPPS, Ust.)                   | 3  | 1948                                                                | 4450       | Hl. Blut (1. Juli)                                               | Pfarrkirche zum Kostbaren Blut |      |
| Pfarre Salzburg-St. Andrä                              | Neustadt              |                                                                            | 2  | 1699 (1. Ki. Mittelalter)                                           | 4550       | Hl. Andreas (30. November)                                       | Pfarrkirche Salzburg-St. Andrä Imbergkirche – Kapuzinerkirche und Kapuzinerkloster Salzburg – Loretokirche und Kapuzinerinnenkloster Salzburg – Sebastianskirche – Dreifaltigkeitskirche und Hauskapelle im Priesterseminar Salzburg – Hauskapelle des Opus Dei – Hauskapelle im Studentenheim Wolf-Dietrich – Hauskapelle im Thomas Michels-Heim – Hauskapelle und Kloster der Franziskanerinnen von Vöcklabruck |      |
| Pfarre Salzburg-St. Blasius                            | Altstadt              |                                                                            | 1  | 1811 (1. Ki 1185)                                                   | 0350       | Hl. Blasius (3. Februar)                                         | Bürgerspitalkirche St. Blasius |      |
| Pfarre Salzburg-St. Elisabeth                          | Elisabeth-Vorstadt    |                                                                            | 2  | 1939 (Filiale 1931, Kaplanei 1932, Kalasantiner, 1934–53? Jesuiten) | 2300       | Hl. Elisabeth (v.Th.) (19. November)                             | Europ. Friedenskirche St. Elisabeth |      |
| Pfarre Salzburg-St. Johannes am Landeskrankenhaus      | Mülln, Johannesspital | Kolleg St. Kamillus (OSCam, betr.)                                         | –  | 1891 (ehem. Schloss mittelalterl.)                                  | 010        | Hl. Johannes d.T. (24. Juni)                                     | Johannsspitalkirche |      |
| Pfarre Salzburg-St. Martin                             | Liefering-Lehenau     | Herz-Jesu-Missionshaus (MSC, betr.)                                        | 6  | 1969                                                                | 3000       | Hl. Martin (11. November)                                        | Pfarrzentrum St. Martin |      |
| Pfarre Salzburg-St. Paul                               | Riedenburg            |                                                                            | 5  | 1996 (Pfarrvik. 1972)                                               | 3000       | Hl. Pauli Bekehrung (25. Januar), Kirchw. Peter u. Paul 29. Juni | Konzilspfarrkirche St. Paul | –    |
| Pfarre Salzburg-St. Severin                            | Langwied-Sam          |                                                                            | 2  | 2006 (Seelsorgest. 2001)                                            | 3100       | Hl. Severin (8. Januar)                                          | Pfarrkirche St. Severin |      |
| Pfarre Salzburg-Taxham                                 | Taxham                |                                                                            | 5  | 1967 (Notki. 1961, Vik. 1964)                                       | 2600       | Hl. Herz Mariä (3. Sa n.Pfg.)                                    | Pfarrkirche Taxham |      |
| Pfarre Salzburg-Universitätspfarre (Hochschulgemeinde) | Altstadt              | Personalpfarre                                                             | –  | 2008 (Univ.Ki. gew. 1707)                                           | 0–         | Mariä Empfängnis (8. Dezember)                                   | Kollegienkirche zu Ehren der Unbefleckten Jungfrau Maria (Universitätskirche) |      |

Stand: 12/2012